# VIXX
VIXX (кор. 빅스; читается как Викс) — южнокорейский бой-бэнд, сформированный в 2012 году через реалити-шоу en:MyDOL компанией Jellyfish Entertainment и CJ E&M. Группа состоит из четырёх участников：N, Лео, Кен и Хёк. Хонбин и Рави покинули группу 7 августа 2020 года и 11 апреля 2023 года соответственно. Дебют состоялся 24 мая 2012 года с синглом «Super Hero».
Преимущественно они известны как смысловая и зрелищная группа, чьи музыка, слова, хореография и различные виды выступлений в полном сочетании друг с другом рассказывают историю или раскрывают идею.

## Название
Название группы — акроним от английского «голос, визуал, ценность в превосходстве». Все члены группы были выбраны по итогам зрительского голосования в реалити-шоу на выживание MyDOL устроенного CJ E&M Music Performance Division . Название VIXX было также выбрано зрительским голосованием.

## История

### MyDOLи предыстория
Участниками VIXX стали 6 из 10 конкурсантов популярного реалити-шоу MyDOL от CJ E&M Music Performance Division. Эн, Лео, Хонбин и Рави были представлены в музыкальных видеоклипах Брайана Джу «Let This Die». Также Эн, Лео и Рави участвовали в видео Со Ингука «Shake It Up». Хонбин был представлен в клипе Со Ин-Гука «Tease Me».

### 2012:Super HeroиRock Ur Body
Дебют VIXX состоялся 24 Мая 2012 года песней «Super Hero» на канале M! Countdown. Их первое выступление за границей состоялось на Конвенте Otakon в Балтиморе, округе Мэриленд 27 Июля.

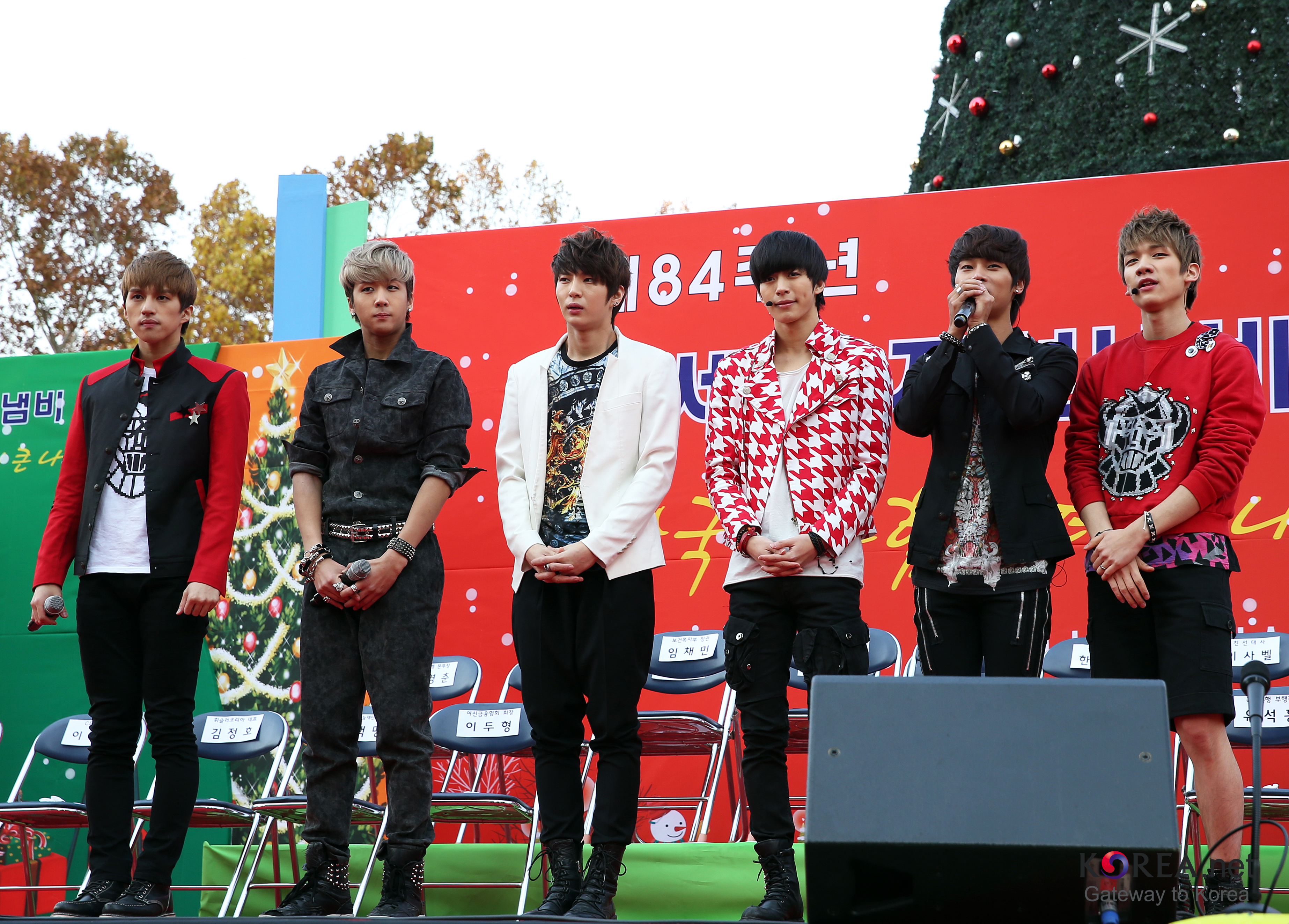
VIXX в 2012 году

14 Августа, VIXX выпустили их второй одиночный альбом, а также музыкальный видеоклип с заглавной песней, «Rock Ur Body». 13 октября группа приняла участие в KCON 2012.
После этого, VIXX стали частью зимнего проекта Jellyfish, Jelly Christmas 2012 Heart Project, с их товарищами по лэйблу Ли Сокхуном, Пак Хёшином,Со Ингуком и Сон Шикёном. 5 Декабря 2012 года заглавная песня этого проекта, «Because It’s Christmas», была выпущена в электронном формате.

### 2013:On and On,Hyde,JekyllиVoodoo
6 января 2013 года VIXX выпустили сингл «Don’t Want to Be an Idol», ставший частью их третьего сингл-альбома On and On. Заглавная песня On and On была выпущена 17 января, как и сам альбом.
Их первый мини-альбом Hyde, вместе с заглавной песней «Hyde», был выпущен 20 мая. Перевыпуск альбома под названием Jekyll был выпущен позднее, 31 июля, вместе с заглавной песней «G.R.8.U».
8 ноября 2013 VIXX выпустили сингл «Only U» из их нового полноформатного альбома Voodoo и клип к нему. 20 ноября была выпущена заглавная песня «Voodoo Doll», альбом — 25 ноября. 6 декабря VIXX получили первую награду за свою карьеру, заняв первое место на шоу Music Bank.
10 декабря они вместе с остальными артистами Jellyfish Entertainment выпустили ежегодную рождественскую песню под названием «Winter Confession». Песня лидировала в чарте Instiz 2 недели подряд, а также в чартах the Billboard K-Pop Hot 100 и the Gaon.

### 2014—2015:Darkest Angels,ErrorиChained Up

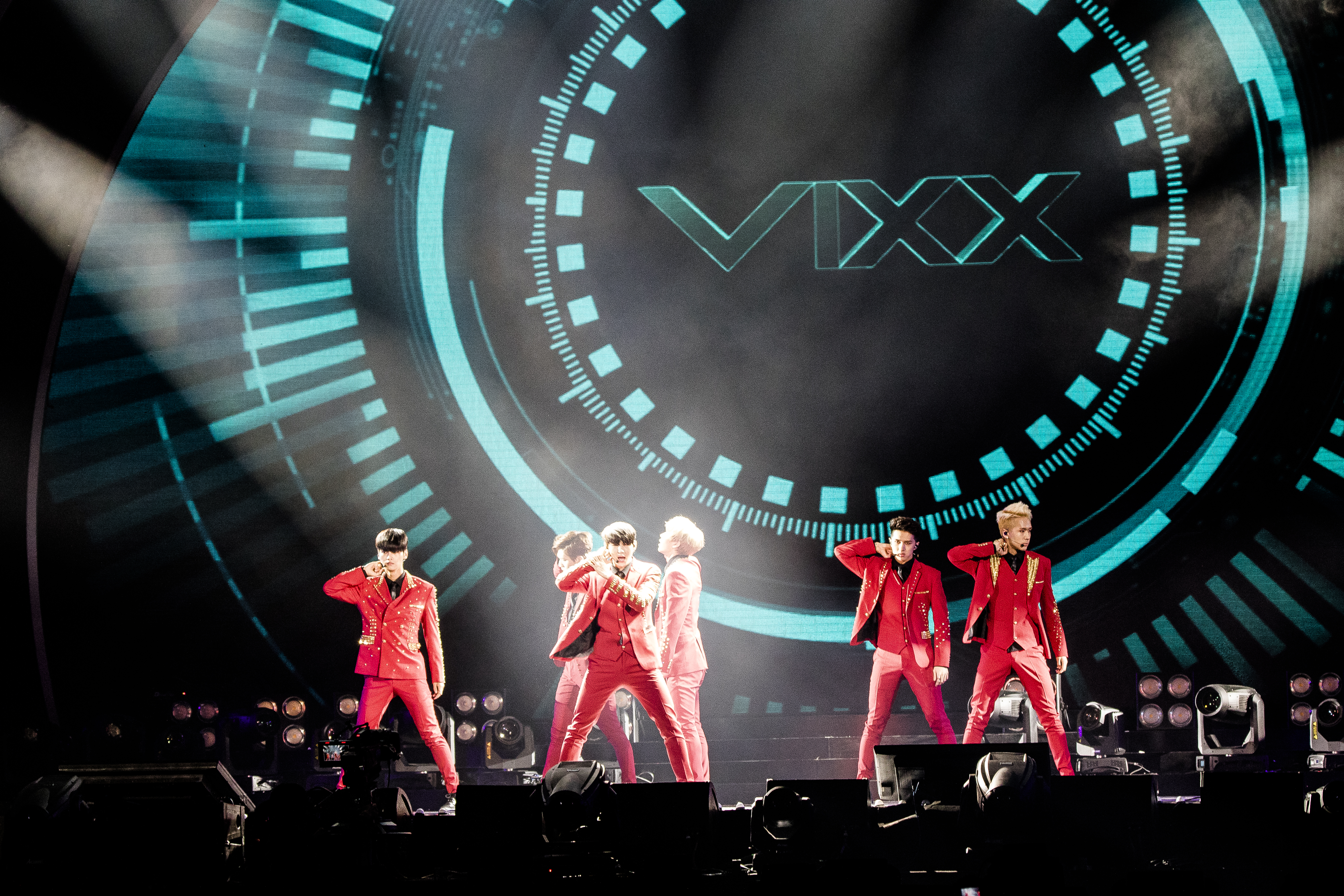
VIXX на выступлении KKBOX Music Awards в Тайбэе

5 марта 2014 года Jellyfish Entertainment объявила, что VIXX вернутся в середине апреля или в начале мая. 18 мая
название сингла четвёртого альбома VIXX Eternity было опубликовано в официальном фанкафе группы, где 22 мая был выпущен музыкальный видео-тизер. 27 мая музыкальное видео для «Eternity» было выпущено вместе с самим альбомом.
19 мая Jellyfish объявили, что 2 июля у VIXX будет свой официальный дебют в Японии с полноформатным альбомом Darkest Angels. Данный альбом занимал 10-е место в чарте Oricon в течение последующих пяти недель, было продано 12 332 копии. 20 июня было объявлено, что VIXX будут присутствовать на KCON с 9 августа по 10 августа, и это их второй год посещения данного фестиваля (первым был 2012). Они получили награды, которые были выбраны путём голосования, такие как Best Visual и Best Actor.

### 2016:Depend on Me,CONCEPTION:Zelos,Hades, Kratos
7 января 2016 года Jellyfish объявили о том, что VIXX в скором времени представят первый полноформатный альбом в Японии «Depend on Me», а также выпустили тизер музыкального видео на одноимённую заглавную песню. 27 января был представлен и сам студийный альбом, в который вошли и японские версии синглов «Error» и «Can’t Say». Альбом «Depend on Me» занял четвертую позицию в чарте Oricon.
В январе этого же года группа представила композицию «Alive», которая стала главной музыкальной темой дорамы Moorim School, в которой одну из главных ролей сыграл мембер группы Хонбин. А уже 1 февраля VIXX исполнили ещё один ОСТ к данной дораме — «The King».
29 марта 2016 года Jellyfish Entertainment представили поклонникам концептуальный фильм, в котором рассказали о планах выпустить трилогию VIXX 2016 CONCEPTION, заглавная тематика которой посвящена богам древнегреческой мифологии.
Первая часть трилогии получила название «Zelos», в честь бога Зела, олицетворяющего в древнегреческой мифологии соперничество, ревность и зависть. 19 апреля VIXX представили свой пятый сингл-альбом, заглавной композицией которого стал трек «Dynamite». Музыкальное видео было выпущено на следующий день. За время промоушена с данным синглом группа пять раз получила награду за первое место на различных музыкальных шоу. Альбом «Zelos» в апреле занял первую строчку чарта Gaon по количеству проданных копий — 89,910. Заглавный трек «Dynamite» закрепился на 14 строчке в Gaon Digital Chart и на 4 позиции в Billboard World Digital Songs.

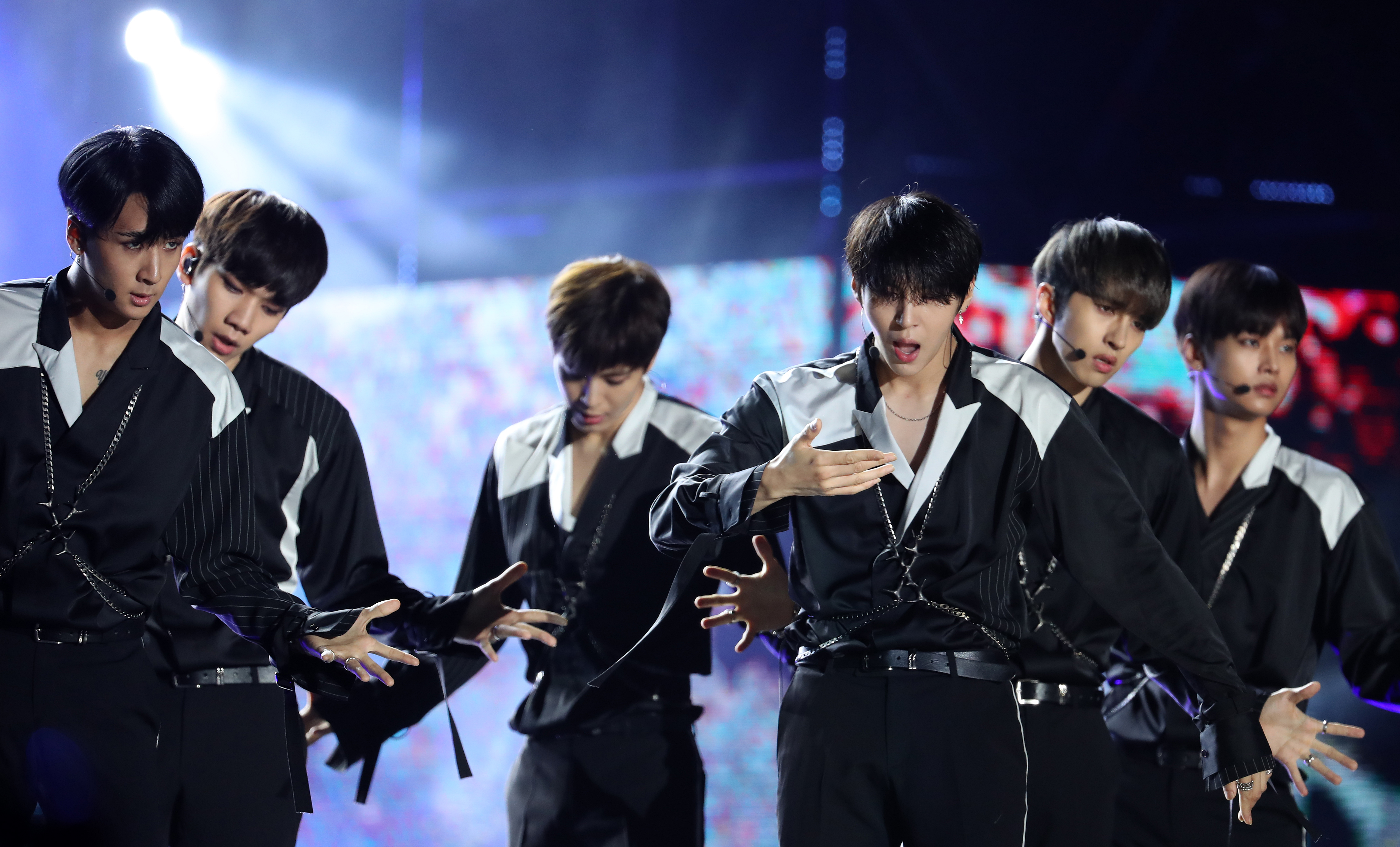
VIXX выступают на Korea Sale Festa в сентябре 2016

12 августа 2016 года VIXX представили вторую часть трилогии VIXX 2016 CONCEPTION - шестой сингл-альбом «Hades». Тематика этого альбома посвящена древнегреческому богу Аиду, властителю царства мёртвых. Музыкальное видео на заглавную композицию «Fantasy» представлено двумя днями позднее, 14 августа. Оно выдержано в мрачной тематике, соответствующей выбранному концепту второй части трилогии. За период промоушена VIXX трижды заняли первое место с композицией «Fantasy» на музыкальных шоу. Заглавный трек занял 22 строку в Gaon Digital Chart и 5 строку в Billboard World Digital Songs. Альбом «Hades» был распродан в количестве 97 222 копий и занял 1 место в чарте Gaon.
31 октября 2016 года была представлена третья и заключительная часть трилогии «Kratos», рассказывающая о боге войны и власти.

## Участники
| Сценическое имя | Сценическое имя | Сценическое имя | Настоящее имя | Настоящее имя | Настоящее имя | Дата рождения | Позиция в группе                        |
| --------------- | --------------- | --------------- | ------------- | ------------- | ------------- | ------------- | --------------------------------------- |
| Романизация     | Русский         | Хангыль         | Романизация   | Русский       | Хангыль       | Дата рождения | Позиция в группе                        |
| N               | Эн              | 엔              | Cha Hakyeon   | Ча Хакён      | 차 학연       | 30.06.1990    | лидер, главный танцор, ведущий вокалист |
| Leo             | Лео             | 레오            | Jung Taekwoon | Чон Тэгун     | 정 택운       | 10.11.1990    | главный вокалист                        |
| Ken             | Кен             | 켄              | Lee Jaehwan   | Ли Джэхван    | 이 재환       | 06.04.1992    | главный вокалист                        |
| Ravi            | Рави            | 라비            | Kim Wonshik   | Ким Воншик    | 김 원식       | 15.02.1993    | главный рэпер                           |
| Hongbin         | Хонбин          | 홍빈            | Lee HongBin   | Ли ХонБин     | 이 홍빈       | 29.09.1993    | визуал, вокалист                        |
| Hyuk            | Хёк             | 혁              | Han Sanghyuk  | Хан Санхёк    | 한 상혁       | 05.07.1995    | макнэ, вокалист                         |

## Подгруппа
VIXX LR (кор. 빅스) первая подгруппа VIXX компании Jellyfish Entertainment. Основанная в Августе 2015 года, VIXX LR состоит из ведущего вокалиста группы VIXX Лео и рэпера Рави. 17 августа 2015 года подгруппа дебютировала с первым мини-альбомом Beautiful Liar.

## Дискография
- Voodoo (2013)
- Chained Up (2015)
- Depend on Me (2016)
- Eau de VIXX (2018)
- Reincarnation (2018)

## Фильмография
Реалити-шоу
- VIXX TV (2012-н.в; YouTube)
- MyDOL (2012; Mnet)
- VIXX’s MTV Diary (2012; SBS MTV)
- Plan V Diary (2013; SBS MTV)
- VIXX File (2013; Mnet Japan)
- VIXX’s One Fine Day (2015; MBC Music)
- Project VIXX ~Invaders from Space~ (2016; Fuji TV NEXT)
- Project VIXX 2 ~Invaders from Space Return~ (2016; Fuji TV NEXT)
- ASIA LOVED BY VIXX (2017; skyTravel)
- Project VIXX 3 ~Invaders from Space~ (2017; Fuji TV NEXT)
- Project VIXX 4 ~Invaders from Space~ (2017; Fuji TV NEXT)

## Концерты и туры

### Хэдлайнеры
- VIXX Global Showcase — The Milky Way (2013)
- VIXX Live Fantasia — HEX SIGN (2014)
- VIXX Live Fantasia — UTOPIA (2015)
- VIXX Live Fantasia — ELYSIUM (2016)
- VIXX Live Fantasia — 백일몽 (Daydream) (2017)
- VIXX Live — Lost Fantasia (2018)
- VIXX Live — VTOYSTORY (2019)

Японский тур
- VIXX Japan Live Tour — Depend On (2016)[33]

Со хэдлайнер
- Jellyfish Live (2012)[34][35]
- Y.Bird from Jellyfish Island Showcase (2013)